# توماس هارديمان
توماس هارديمان (بالإنجليزية: Thomas Hardiman)‏ (و. 1965 – م) هو محام، وقاض من الولايات المتحدة الأمريكية .

## التعليم
تعلم في نوتردام.